# Amazing Blondel
Amazing Blondel es una banda inglesa de folk progresivo acústico, compuesta por Eddie Baird, John Gladwin y Terry Wincott. Lanzaron una serie de discos de vinilo para Island Records en la década de 1970. A veces se los clasifica como folk psicodélico o folk rock medieval, pero su música era más bien una reinvención de la música renacentista, basada en el uso de instrumentos de la época, tales como el laúd y la flauta dulce.

## Historia
John Gladwin y Terry Wincott habían tocado juntos en una banda eléctrica llamada Methuselah. Sin embargo, durante los conciertos de Methuselah, el dúo tocaba un número acústico juntos: se encontraron con que este número, bien recibido por el público, les permitía sacar más partido a la sutileza de su canto y a su pericia como instrumentistas. Dejaron Methuselah en 1969 y comenzaron a trabajar en su propio material acústico.
En un principio su repertorio derivaba de la música tradicional, como otros artistas folk de la época. Sin embargo, comenzaron a desarrollar su propio lenguaje musical, influido, por una parte, por los renovadores de la música antigua, como David Munrow, y por otra, por sus recuerdos infantiles de la serie de televisión Las aventuras de Robin Hood,  con su banda sonora pseudo-medieval de Elton Hayes.
La banda toma su nombre de Blondel de Nesle, un músico de la corte de Ricardo I. Según la leyenda, cuando Ricardo fue hecho prisionero, Blondel viajó por el centro de Europa, cantando en cada castillo para localizar el rey y ayudarle a escapar. El nombre para la banda lo sugirió un chef, Eugene McCoy, quien escuchó algunas de sus canciones y comentó: "¡Oh, muy Blondel!", por lo que comenzaron a usar ese nombre. Se les aconsejó a continuación añadir un adjetivo (en línea, por ejemplo, con The Incredible String Band), por lo que se convirtieron en "Amazing Blondel".
Su primer álbum The Amazing Blondel (también llamado Amazing Blondel and a Few Faces) se grabó en 1969 y lo publicó Bell Records. Lo dirigió el guitarrista de sesión Big Jim Sullivan. En esta época, Eddie Baird (que había conocido a los otros miembros en la escuela) se unió a la banda. A raíz de lo que Baird describió como «una firma de discos desastrosa desde el punto de vista del 'mundo del espectáculo'», los miembros de la banda Free pusieron en contacto al grupo con Chris Blackwell de Island Records. Blackwell les fichó para Island, con la que grabaron sus álbumes Evensong, Fantasia Lindum y England.
En palabras de Baird (en una entrevista en 2003) la banda "adoraba grabar". Grabaron los álbumes de Island en los estudios de la calle Basing, que en ese momento era la fuente de buena parte de la música independiente innovadora de Gran Bretaña.
Viajaron mucho, tanto en sus propias giras como en calidad de teloneros de bandas como Genesis, Procol Harum y Steeleye Span. En el escenario, cuidaban tanto la precisión técnica de la música como la versatilidad de la instrumentación (la mayoría de sus conciertos implicaba el uso de unos cuarenta instrumentos), aligerando las pausas musicales con bromas subidas de tono. Sin embargo, hubo un conflicto entre el deseo de sus managers de organizar giras cada vez más exigentes y el deseo de la banda de pasar más tiempo escribiendo material y trabajando en el estudio. Al final, esto condujo a la salida de John Gladwin (que había escrito la mayor parte del material del grupo) en 1973, y los dos miembros restantes decidieron continuar como dúo. En este nuevo formato llegaron a grabar varios discos más, con Baird como compositor de la mayor parte del material. El primero de ellos, Blondel, fue su último trabajo para Island. Ficharon después por el sello DJM de Dick James, donde grabaron tres LP, Mulgrave Street, Inspiration y Bad Dreams. Poco a poco fueron modernizando y electrificando su sonido. En estos álbumes contaron con una serie de músicos invitados, entre ellos Steve Winwood y Paul Kossoff. Existe la creencia errónea de que, durante este período, se acortó el nombre de la banda en Blondel. Esto se debe probablemente al título del último álbum de Island y a la portada de Mulgrave Street, que da la versión corta del nombre. Sin embargo, el nombre completo aparece en la contraportada, así como en las portadas de los dos álbumes siguientes. La última aportación del grupo en la década de 1970 fue un álbum en vivo.
A finales de la década de 1970, con el auge de la música disco y la pérdida de popularidad del folk, Baird y Wincott dejaron de actuar como Blondel. John Gladwin recuperó el nombre y comenzó a recorrer las universidades con dos antiguos compañeros y músicos de sesión de Blondel: Adrian Hopkins y Pablo Empson. Esta formación se anunció en un primer momento como "Englishe John David Gladwin de Musicke".
La banda original se reunió en 1997 y produjo un nuevo álbum, Restoration. Desde entonces, han tocado en lugares de toda Europa en el período 1997-2000. A partir de 2005, Terry Wincott tuvo una exitosa operación de baipás coronario, que redujo los planes de la banda para futuros conciertos.
En 2005, Eddie Baird realizó dos conciertos a dúo con la guitarrista acústica y cantante Julie Ellison y actualmente está trabajando en una colaboración con Darryl Ebbatson, llamada "Ebbatson Baird".

## Miembros del grupo
John David Gladwin y Edward Baird nacieron y se criaron en Scunthorpe, Lincolnshire.  Terence Alan Wincott nació en  Hampshire, pero se trasladó a Scunthorpe a una edad temprana.
Los miembros de la banda eran todos músicos consumados. Gladwin cantaba y tocaba la guitarra de doce cuerdas, el laúd, el contrabajo, la tiorba, la cítara, el tamboril y las campanas tubulares. Wincott cantaba y tocaba la guitarra de seis cuerdas, el armonio, la flauta dulce, la flauta, la ocarina, las congas, el cromorno, el órgano de tubos, el tamboril, el clavicordio, el piano, el melotrón, los bongos y un surtido de instrumentos de percusión. Baird cantaba y tocaba el laúd, el glockenspiel, la cítara, la zampoña, la guitarra de doce cuerdas y la percusión.
Eddie Baird dijo de su imagen que "teníamos un aspecto un tanto díscolo y roquero, como un cruce entre Ian Anderson y Robin Hood (¿o eran Lady Mariana y Charlie Drake?).

## Estilo
El estilo de su música es difícil de categorizar. La mayor parte la componían ellos mismos, aunque siguiendo la forma y estructura de la música del Renacimiento, con, por ejemplo, pavanas, gallardas y madrigales. A veces se les clasifica como folk psicodélico, pero su música resultaría más familiar a los estudiantes de música antigua que a los miembros de la comunidad psicodélica y folk. Terry Wincott lo describió como «música acústica pseudo-isabelina/clásica cantada con acento británico». Eddie Baird dijo en una ocasión: «la gente nos pregunta '¿Cómo describiríais vuestra música?' Bueno, no tenía sentido pedírnoslo a nosotros, no teníamos ni idea.»
Su música se ha comparado con la de Gryphon y Pentangle. Sin embargo, Amazing Blondel no aceptó las influencias del rock de los primeros, ni las influencias del folk y el jazz de los segundos. También se les ha comparado con Jethro Tull.

## Instrumentos
La banda utilizó una amplia gama de instrumentos (véase más arriba), pero en el centro de su sonido estaba la sonoridad del laúd y la flauta dulce.
Durante las giras, los laúdes resultaron ser instrumentos muy difíciles de llevar a escena (en términos de amplificación y afinación), por lo que en 1971 la banda se hizo construir dos guitarras de 7 cuerdas, que afinaron como laúdes. El diseño y la construcción de estos instrumentos los llevó a cabo David Rubio, quien construyó guitarras clásicas, laúdes y otros instrumentos antiguos para intérpretes como Julian Bream y John Williams.
El instrumento de Gladwin se diseñó de forma que tuviera un sonido más grave, ya que se utiliza principalmente como instrumento de acompañamiento, mientras que el de Baird tenía un timbre más agudo, para permitir que predominara su interpretación melódica en el registro más alto. Los dos instrumentos sonaban bien por separado y se conjuntaban de forma óptima. También demostraron ser estables (desde el punto de vista de la afinación) para la interpretación en el escenario. Las guitarras fueron equipadas con micrófonos internos para simplificar la amplificación.

## Discografía

### Álbumes de estudio
- The Amazing Blondel (1970), Bell Records (UK).
- Evensong (1970), Island Records.
- Fantasia Lindum (1971).
- England (1972), Island Records.
- Blondel (1973), Island Records.
- Mulgrave Street (1974), DJM Records.
- Inspiration (1975), DJM Records.
- Bad dreams (1976), DJM Records.
- Restoration' (1997), HTD Records.
- The Amazing Esmeralda Elsie (2010), Talking Elephant.

### Otros lanzamientos
- Live in Tokyo (1977) (de hecho este álbum fue grabado en vivo en Europa).
- Englishe Musicke (compilación), Edsel Records (1993).
- A Foreign Field That Is Forever England (grabado en vivo, 1972-1973), HTD Records (1996).
- Evensong / Fantasia Lindum, Beat Goes On 626 (2004)
- Going Where The Music Takes Me (Live & Studio Archive recordings From The 60's To the 80's) (2-CD-Box + DVD), Shakedown Records (2004) (compilación con 38 canciones inéditas, no incluye grabaciones nuevos de Amazing Blondel, sino canciones grabadas en solitario por sus miembros).
- Harvest of gold - The English Folk Almanach (antología en vivo que incluye grabaciones de Steeleye Span, Fairport Convention y Magna Carta, así como cinco grabaciones de Amazing Blondel en vivo de la década de 1970, inéditas hasta entonces).